# Генрик Мосінг
Генрик Мосінг (повне ім'я Генрик Ернест Іоанн Рікард Мосінг пол. Henryk Ernest Ioann Ricard Mosing, також Генрік Мосінг, Генріх Станіславович Мосінг, отець Павло; 27 січня 1910, Львів, тоді Австро-Угорщина — 27 листопада 1999, Львів, Україна) — польський, радянський і український епідеміолог, доктор медицини (1937), доктор медичних наук (1956), професор, римсько-католицький священник.

## Біографія

Генрик Мосінг за роботою в лабораторії

### За часів Польщі
Походив з львівської родини лікарів, де цю професію успадковували від покоління до покоління. Лікарями були його прадід, дід і батько. З 1920 року він вчився у III, а потім IV-й гімназії у Львові, а з 1921 року, коли сім'я переїхала до Перемишля, навчався там у Другій державної молодшій гімназії імені Казімежа Моравського, де отримав атестат про закінчення її в 1928 році. Тоді вступив до медичного факультету університету ім. Яна Казимира у Львові, який закінчив 1934 року. Ще під час навчання захопився дослідженнями відомого спеціаліста з рикетсій, Рудольфа Вайгля, винахідника першої вакцини проти епідемічного висипного тифу, автора методу вирощування збудника — Rickettsia prowazekii в кишках лабораторної популяції вошей, що спричинило бурхливий розвиток вчення про рикетсій у світі.
Після закінчення університету Мосінг почав працювати у львівському інституті, який очолював Вайгль, опікуючись епідеміологією епідемічного висипного тифу. Як молодий перспективний науковець Мосінг був представлений лауреатові Нобелівської премії, засновнику вчення про рикетсії Шарлю Ніколю, після чого йому були створені умови для стажування в Інституті тропічної медицини в Гамбурзі, де він пройшов відповідний курс. Побував він і в лабораторії іншого лауреата Нобелівської премії Жуля Борде в Пастерівському інституті в Брюсселі. Протягом чотирьох років, з 1935 по 1939 рік, Мосінг очолював Центральну біологічну лабораторію Інституту гігієни у Варшаві, продовжуючи тісний зв'язок із вчителем, який працював у Львові. У 1937 році першим із числа співробітників Вайгля захистив докторську дисертацію в 27-річному віці, присвячену епідеміологічним та серологічним дослідженням епідемічного висипного тифу. Результати його роботи отримали високу оцінку і були опубліковані в офіційному виданні гігієнічної секції Ліги Націй. Крім епідемічного висипного тифу він вивчав ще волинську гарячку. Дослідження та публікації зробили Мосінга відомим спеціалістом у галузі епідемічного висипного тифу наприкінці 1930-х років. Визнаючи його заслуги, Президент Республіки Польща Ігнацій Мосцицький наказом від 23 вересня 1938 році нагородив його Золотим хрестом заслуги. Але подальша робота над цією науковою проблемою епідемічного висипного тифу була призупинена через початок Другої світової війни і розділення Польщі між Німеччиною і СРСР згідно з пактом Молотова — Ріббентропа.

### За часів СРСР (1939—1941)
Після приєднання в 1939 році Львова до СРСР на базі інституту Вайгля був заснований у 1940 році Львівський санітарно-бактеріологічний інститут, який очолив радянський організатор охорони здоров'я з великим досвідом керівної роботи Сергій Миколайович Терехов. Він звернув увагу на молодого доктора медицини Мосінга, якому щиро симпатизував, розпізнавши в ньому видатного епідеміолога і глибоко порядну людину.

### За часів німецької окупації Львова
У важкі роки німецької окупації Львова Мосінг не залишив свого вчителя Вайгля, став його заступником в інституті, разом вони займалися роботою з виробництва висипнотифозної вакцини, яку всупереч забороні німецької окупаційної влади нелегально розповсюджував для вакцинації цивільного населення. Завдяки особистій мужності Мосінга цей препарат постачався у гетто, до концентраційних таборів. Є свідчення, що Мосінг з Вайглем підтримували сталі зв'язки з антифашистським підпіллям, багато його членів отримали вкрай необхідне вакцинування і не захворіли на цю тяжку хворобу. Едвард Плежчевський писав: 
| Д-р Мосінг перебував у Львові, щоб допомогти полякам, але він служив усім. Він не піклувався про якусь національність, переконання чи віру. Йому важливою була страждальна людина. Такі люди могли б прийти до нього в будь-який час. Він вважав, що краще його обдурять, ніж він відмовить їм у допомозі. Змирював людей, з'єднував подружжя; був розумним і простим. Він казав: «Поважаючи людину, його гідність, ми підходимо до Бога». Одягався скромно. Ніколи не брав грошей від пацієнтів. Сільські жителі, яким він допомагав, пропонували йому харчові продукти. Він передавав їх бідним. |
Через підхід до Львова радянських військ виготовлення вакцини припинили, а сам Вейгль на вимогу німецької адміністрації в березні 1944 року переїхав до околиць Кракова. Внаслідок цього подальшу боротьбу з епідемічним висипним тифом на Львівщині проводив Мосінг. При захопленні Львівщини радянськими військами, поверненні радянської влади, в умовах певного військового безладдя Мосінг, незважаючи на небезпеку для власного життя, зміг зберегти автентичне лабораторне приладдя, накопичений біологічний матеріал інституту. Мосінгу вдалося зберегти й добре адаптовані до лабораторних умовах утримання популяції Pediculus humanus і рикетсій, важливі для вироблення вакцини у великому масштабі. Це мало винятково важливу роль у заходах з ліквідації епідемічного висипного тифу, посприяло відродженню інституту і його подальшій багаторічній ефективній науковій діяльності. До цієї діяльності знову долучився Терехов, який в 1944 році повернувся до Львова як уповноважений радянської влади в організації охорони здоров'я.

### Подальші дослідження
Саме Терехов, який оцінив важливість робіт Вейгля для викорінення епідемічного висипного тифу і Мосінга, як ведучого фахівця, вдався до безпрецедентного натоді рішення — призначив Мосінга, не зважаючи на те, що той був у Львові під час німецької окупації, на посаду виконувача обов'язків директора відновленого Львівського інституту епідеміології та мікробіології. Мосінг у максимально стислі терміни відновив відділ епідемічного висипного тифу і там влаштував вироблення вакцини. Згодом продукція її збільшилася, при цьому Мосінг окрім виконання обов'язків директора інституту, обійняв ще й посаду завідувача цього відділу. Він повернувся до аспектів вивчення епідеміологічних особливостей епідемічного висипного тифу, яке почав у довоєнні роки. Мосінг, використовуючи надбання Вейгля, вивчав біологічні властивості рикетсій, удосконалював методи лабораторної діагностики хвороби, отримав новіші матеріали, на підставі яких надалі у нього сформувався свій погляд на перспективи ліквідації епідемічного висипного тифу на тлі епідеміологічних обставин, які були на той час у СРСР. Мосінг став громадянином цієї країни, змушений був змінити своє ім'я на Генріх і додати обов'язкове для радянської системи записів по-батькові Станіславович.
У 1950-х роках через інтенсивні протиепідемічні заходи боротьби з хворобою на тлі певного зростання добробуту людей, епідемічні спалахи висипного тифу в СРСР припинилися, а хвороба реєструвалася вже як поодинокі спорадичні захворювання (хвороба Брілла—Цінссера. Ці випадки пізніх рецидивів епідемічного висипного тифу виникали у осіб, які раніше (зазвичай, за 15-20 років до того) перенесли гостру фазу хвороби під час епідемій. Між випадками хвороби Брілла—Цінссера епідеміологічних зв'язків не спостерігали. При ретельному обстеженні епідеміологи не могли виявити осередки хвороби, встановити передачу збудника переносниками-вошами. Випадки хвороби Брілла-Цінссера реєструвалися впродовж усього року без притаманної для епідемічного висипного тифу сезонності.
На підґрунті своїх тривалих епідеміологічних досліджень і спостережень Мосінг довів, що ліквідація епідемічного висипного тифу в СРСР є тривалим, розтягненим у часі на десятиліття процесом, а не обмеженою кількома роками швидкісною кампанією, як твердили автори радянської офіційної доктрини. Посилаючись на дослідження Ганса Цінссера, який ще у 1934 році при вивченні спорадичних випадків епідемічного висипного тифу серед емігрантів до США з Європи, сформулював гіпотезу, що такі випадки саме є рецидивами перенесеного багато років до того епідемічного висипного тифу. Їм була дана назва хвороба Брілла-Цінссера. Мосінг міркував, що спорадичні випадки в СРСР також мають прояви рецидивних і здатні виникати в країні періодично протягом десятиліть. Одночасно такі спорадичні випадки є потенційно загрозливими для виникнення епідемій. На чітких прикладах спостережень Мосінг підтвердив свої думки. Він довів, що за наявності педикульозу у хворого на хворобу Брілла-Цінссера, цей пацієнт може стати явним джерелом інфекції. Рикетсії від нього можуть передатися вошами здоровим оточуючим особам, таким чином спричиняючи в них вже не спорадичні, а класичний епідемічний висипний тиф, а згодом — й епідемію. Стосовно такого механізму виникнення епідемій епідемічного висипного тифу Мосінг зазначив: 
| ...кожний новий випадок епідемічного висипного тифу віддаляє момент повної ліквідації цього захворювання в країні. Кожний новий випадок епідемічного висипного тифу — це можливе джерело шкоди і втрат у майбутньому. |
Ця концепція Мосінга, яка опонувала офіційній радянській доктрині, що була заснована на хибній думці негайної ліквідації тяжкої і небезпечної хвороби в СРСР, була піддана невиправданій критиці прихильниками радянського погляду на епідеміологічні особливості хвороби. Найбільше незадоволення викликала наведена Мосінгом рецидивна гіпотеза Цінссера. Посилання на іноземних авторів капіталістичного світу у той час, коли в СРСР велася непримиренна боротьба з космополітизмом, сприймалася вкрай негативно. Це могло обернутися репресіями, проте такого не відбулося. Супротивники Мосінга в численних критичних статтях накинулися на нього. Але він демонстрував стійкість до опонентів, відповідав їм щиро та ввічливо, тому його багатолітній противник академік Лев Васильович Громашевський зауважив, що «наукові погляди Генріха Станіславовича призводять його до шалу, але як в людину, то він у Генріха Станіславовича — закоханий».
Мосінг, коли оприлюднював свої погляди на ліквідацію епідемічного висипного тифу, добре підготувався до розвитку подій, відчував перспективу далі, ніж сучасні йому науковці. Не лише як епідеміолог, але й як вправний клініцист, Мосінг влучно оцінив ситуацію і зробив висновок, що виявлення спорадичних випадків епідемічного висипного тифу буде мати серйозні труднощі для лікарів практичної ланки через поширення атипового, легкого чи середньотяжкого клінічного перебігу хвороб. За концепцією Мосінга, остаточна ліквідація епідемічного висипного тифу мала відбутися б тоді, коли демографічні процеси призвели б в СРСР до повної елімінації носіїв персистентної інфекції. Спираючись на це, Мосінг ще на початку 1950-х років окреслив основні напрямки наукових досліджень епідемічного висипного тифу і обґрунтував те, що для максимально осяжного виявлення спорадичних випадків необхідно скористатися можливостями лабораторної діагностики хвороби. Тому поступово у відповідності до його поглядів, в СРСР була створена ефективна система протиепідемічних заходів, яка ґрунтувалася на  недопущенні виникнення випадків епідемічного висипного тифу.
Дієвого втілення своїх наукових поглядів Мосінг досягнув розробкою вдалої, доступної для практичного використання реакції макроаглютинації Rickettsia prowazekii, яку надалі назвали на його честь реакцією Мосінга. Проста у виконанні та оцінюванні результатів, високоспецифічна і чутлива діагностична реакція широко застосовувалася, в тому числі, й у сільській місцевості в  районних лабораторіях, які у післявоєнні роки очолювали лише лаборанти з середньою освітою, а не лікарі-бактеріологи. Впроваджений Мосінгом метод широко використовувався не тільки в лаобраторіях великих міст, а й в лікарнях, давши можливість швидко і широко виявляти випадки захворювань на епідемічний висипний тиф, включно з атиповими та стертими формами. Реакція Мосінга дала можливість спростити лабораторну діагностику епідемічного висипного тифу, не використовуючи складні технічно  недосконалі інші реакції. Лише культивування рикетсій за Вейглем надало можливість одержати досконалий діагностикум, тоді як  інші відомі технології для цього були непридатними. Застосування реакції Мосінга введено до переліку обов'язкових до виконання заходів боротьби з епідемічним висипним тифом.
Указом № 235 Міністерства охорони здоров'я СРСР від 19 лютого 1960 року його було знову призначили заступником директора з науки Львівського інституту епідеміології та мікробіології, а 11 лютого 1961 року він був нагороджений орденом «Знак Пошани». Однак посаду заступника директора в нього відібрали через 5 місяців. У 1960-ті роки, висновки Мосінга були узагальнені та поширені в багатотомному виданні з мікробіології та епідеміології інфекційних захворювань.
Хоча Мосінг мав у Польщі з 1937 року ступінь доктора медицини, йому довелося згідно з радянським законодавством захищати нові дисертації. У червні 1948 року Мосінгу після захисту було присуджено науковий ступінь кандидата медичних наук, а в грудні 1956 року — доктора медичних наук за дисертаційну роботу «Пятидневная (траншейная или волынская) лихорадка и пароксизмальный риккетсиоз».
Зрештою епідемічний висипний тиф як масову хворобу було ліквідовано не тільки в СРСР, але й у всій Східній Європі.
Він частково втратив зір через тривалу роботу з мікроскопом, але продовжив консультувати численних друзів і учнів, серед яких були майбутні професори, доктори медичних наук. Його учень, відомий український епідеміолог, професор Костянтин Михайлович Синяк написав:
| У науці професор Мосінг був надзвичайно чесним. Він направив своїх учнів на широкий шлях навчання. Відносини між ним та його учнями базувались, з одного боку, на його непохитних принципах, а з іншого — на його великій доброзичливості до кожного. Нікому з них ніколи не нав'язував свої погляди, але завжди знаходив час для консультацій та обговорень. |
Будучи на пенсії Мосінг взяв участь у двох науково-дослідницьких проектах Інституту органічної хімії АН СРСР.

## Капеланство
Він був глибоко набожною людиною, допомагав сиротам. Коли в 1960-ті роки йому було дозволено приїхати до Польської Народної Республіки, розумівши його глибоке бажання і почуття неординарної особистості, кардинал Стефан Вишинський, примас польської церкви, відповідно до спільного рішення, прийнятого разом з архієпископом Каролем Войтилою висвятив Мосінга у сан капелана в Ласках поблизу Варшави.
Повернувшись до Львова, як капелан, свою подальшу наукову й медичну роботу почав пов'язувати з священним служінням. Підібравши псевдонім «батько Павло», він почав своєрідну пасторальну діяльність, яку його друг професор Мечислав Гоубарович називав «балансуванням на краю прірви». Єпископ Леон Малий згадував: 
| Кожну суботу ввечері ми виїжджали зі Львова на служіння в парафії в неділю вранці. У понеділок він відправляв месу. Хворі були з ранку до ночі. У інтервалі ми відмовлялися від урочистого, бравурного. Він навчив нас теології та філософії. Наступного дня виглядало так само, близько 6:00 — це пробудження без дзвінка, а о 6:30 — Свята Меса. У середу та четвер ми їхали до хворих. У п'ятницю пройшли шляхом хреста, а в суботу — підготовка до від'їзду. |
Едвард Плежчевський підкреслював унікальність молитов отця Павла, його доступність людям, написав про його служіння так:
| Він показав нам глибину молитви на вервиці. Це було в часи, коли церква переслідувалась, і все було таємно. Він послав нас, щоб допомогти самотнім. |
Владислав Щепанський так оцінив діяльність Мосінга:
| Доктор, дуже освічений гуманіст, мав широкий кругозір, глибокі знання і ерудицію, людина глибокої духовної культури, в той же час — втілення неперевершеної доброти, великої простоти і спокою, тонкої і чутливої до потреб інших. Протягом усього життя він служив людям гарним словом і ділом. Його пристрасть і покликання завжди вражали мене. Можна сказати, що медична допомога, яка завжди надавлася з радістю, була місією милосердя. Чудова і наслідувальна глибока віра і довіра до Божого Провидіння, на мою думку, є основою його дій. |

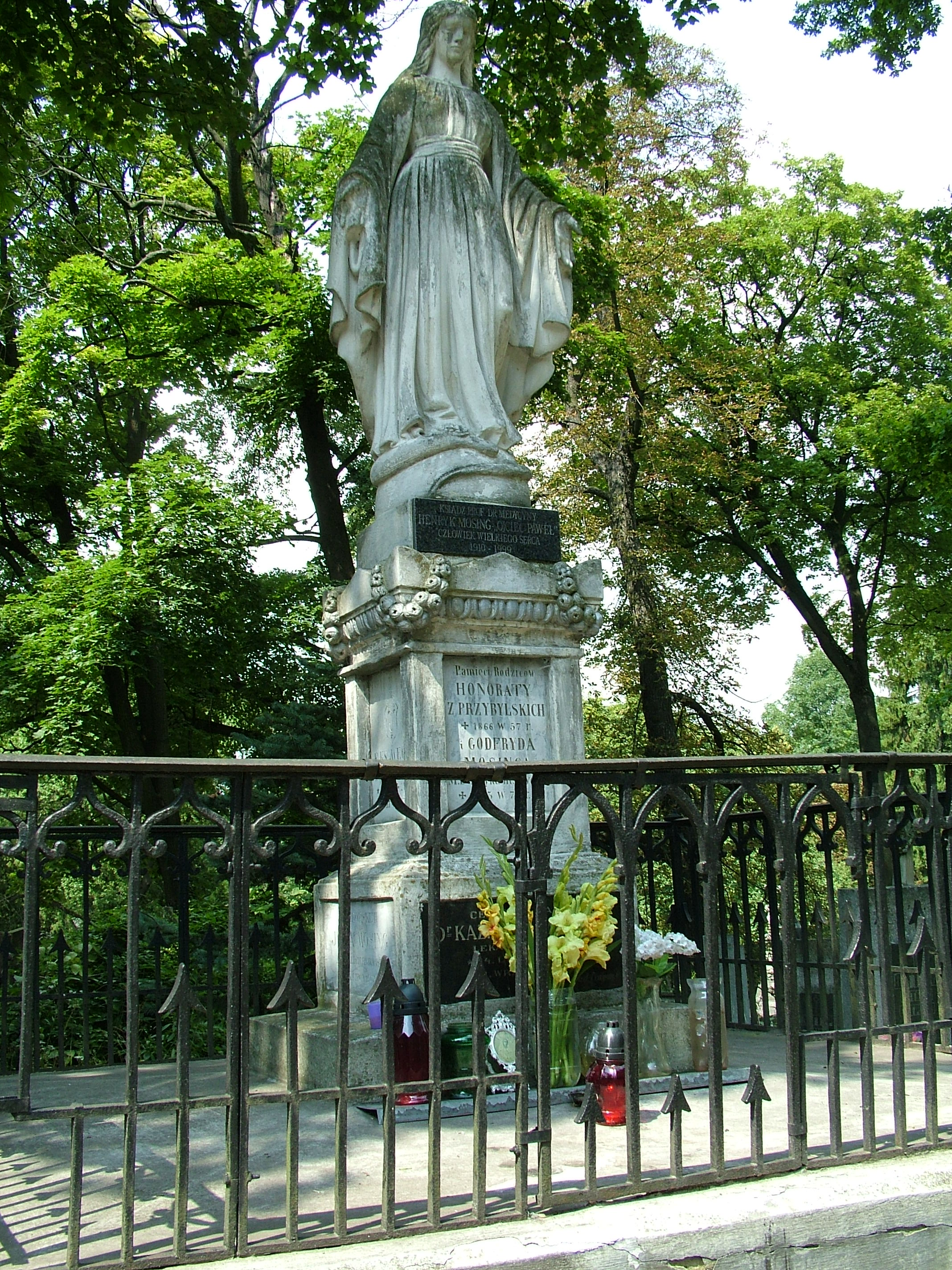
Надгробок на могилі сім'ї Мосінгів на Личаковському цвинтарі.

Мосінг допомагав священикам в Україні та Молдові. Він також з місією церкви подорожував до Ставропольського краю, Кавказу, Казахстану, побував у Тбілісі. У 1992 році в нього з'явилися перші ознаки тяжкої хвороби, він вже не зміг полишати свою квартиру, але продовжував приймати пацієнтів. 6 грудня 1994 року його паралізувало. 13 листопада 1999 року він відправив свою останню месу.
Генрик Мосінг помер у Львові 27 листопада 1999 року після семи років боротьби з тривалою виснажливою хворобою. Його поховано у сімейному склепі на Личаківському цвинтарі. Поховальною церемонією головував митрополит Львівській Маріан Яворський, який зачитав послання жалоби від Папи Івана Павла II.
Відомий український інфекціоніст і письменник, професор Борис Леонтійович Угрюмов написав:
| Мосінг керується совістю, любов'ю до людей, великим серцем. ...Враховуючи масштаб інтересів та глибину знань, Генріка Мосінга можна назвати людиною століття. |

## Цитати Мосінга
- «Сучасний вчений знає багато, але він мало розуміє. Цікаво, що сьогодні, з такою високо розвиненою технікою, мислення стає все менш важливим».
- «Без слів можна стати святим, але без учнів ні».
- «Вміємо просити, але не вміємо подякувати».

## Вшанування пам'яті
У місті Львів відкрили Центр духовної та психологічної підтримки імені отця Генрика Мосінга.